# Camporredondo
Camporredondo é um município da Espanha na província de Valladolid, comunidade autónoma de Castela e Leão, de área 14,23 km² com população de 179 habitantes (2007) e densidade populacional de 10,3 hab./km².

## Demografia
| Variação demográfica do município entre 1991 e 2004 | Variação demográfica do município entre 1991 e 2004 | Variação demográfica do município entre 1991 e 2004 | Variação demográfica do município entre 1991 e 2004 |
| --------------------------------------------------- | --------------------------------------------------- | --------------------------------------------------- | --------------------------------------------------- |
| 1991                                                | 1996                                                | 2001                                                | 2004                                                |
| 250                                                 | 219                                                 | 204                                                 | 201                                                 |